# Clé 2: Yellow Wood
Clé 2: Yellow Wood (estilizado como Clé 2 : Yellow Wood) es el primer álbum especial y el quinto extended play (EP) del grupo surcoreano Stray Kids. Fue lanzado física y digitalmente el 19 de junio de 2019 por JYP Entertainment y distribuido mediante Dreamus. El álbum consiste de tres nuevas canciones incluyendo el sencillo "부작용 (Side Effects)" y los cuatro "Mixtape" anteriormente disponibles mediante la versión física de los cuatro anteriores EPs. Este es el último lanzamiento junto al exmiembro Woojin luego de su partida a finales de octubre de 2019, poco antes del lanzamiento del sexto extended play Clé: Levanter.

## Lista de canciones
Créditos sacados de Melon

| N.º   | Título                             | Música                                        | Escritor(es)            | Arreglo                        | Duración |  |
| 1.    | «Road Not Taken» (밟힌 적 없는 길) | Matthew Tishler, Andrew Underberg, Crash Cove | 3Racha                  | Matthew Tishler, Crash Cove    | 1:36     |  |
| 2.    | «Side Effects» (부작용)            | 3Racha, TAK, 1Take                            | 3Racha                  | TAK, 1Take                     | 3:14     |  |
| 3.    | «TMT» (별생각)                     | 3Racha, TIME, GRVVITY                         | 3Racha                  | TIME, GRVVITY                  | 3:27     |  |
| 4.    | «Mixtape #1»                       | 3Racha, Kim Woo-jin                           | Stray Kids, Kim Woo-jin | collapsedone                   | 4:13     |  |
| 5.    | «Mixtape #2»                       | Stray Kids, Kim Woo-jin                       | Stray Kids, Kim Woo-jin | Bang Chan (3Racha)             | 4:52     |  |
| 6.    | «Mixtape #3»                       | Stray Kids, Kim Woo-jin                       | Stray Kids, Kim Woo-jin | Bang Chan (3Racha), Doplamingo | 4:18     |  |
| 7.    | «Mixtape #4»                       | Stray Kids, Kim Woo-jin                       | Stray Kids, Kim Woo-jin | Bang Chan (3Racha), Versachoi  | 3:51     |  |
| 25:31 |                                    |                                               |                         |                                |          |  |

## Posicionamiento en listas
| Listas (2019–20)                     | Mejor posición |
| ------------------------------------ | -------------- |
| French Download Albums (SNEP)        | 69             |
| Japanese Albums (Oricon)             | 17             |
| Japanese Download Albums (Billboard) | 86             |
| Polish Albums (ZPAV)                 | 12             |
| South Korean Albums (Gaon)           | 2              |
| Spanish Albums (PROMUSICAE)          | 93             |
| US Heatseekers Albums (Billboard)    | 17             |
| US Independent Albums (Billboard)    | 50             |
| US World Albums (Billboard)          | 9              |

| Listas (2019)              | Mejor posición |
| -------------------------- | -------------- |
| South Korean Albums (Gaon) | 38             |

## Reconocimientos
Listas de fin de año
| Crítico/Publicación | Lista                           | Canción        | Posición | Ref.   |
| ------------------- | ------------------------------- | -------------- | -------- | ------ |
| Dazed               | The 20 best K-pop songs of 2019 | "Side Effects" | 1        | [ 16 ] |